# Rhomphaea projiciens
Rhomphaea projiciens är en spindelart som beskrevs av O. Pickard-Cambridge 1896. Rhomphaea projiciens ingår i släktet Rhomphaea och familjen klotspindlar. Inga underarter finns listade i Catalogue of Life.